# Ильменская военная флотилия
И́льменская военная флотилия — соединение советского Военно-морского флота во время Великой Отечественной войны. 

## История
Создана в составе Северо-Западного фронта приказом от 23 июля 1941 года. Главная база — Новгород.
В начале Великой Отечественной войны флотилия имела в своём составе:
- 3 буксира, переоборудованных в канонерские лодки
- 5 катеров типа «Газоход», переоборудованных в сторожевые катера[1]

Была доукомплектована мобилизованными речниками Волховско-Ильменского пароходства, артиллеристами и пулемётчиками из армейских частей.

## Командный состав
Командующий — капитан 3-го ранга Древницкий, Василий Мартынович

## Боевые действия
Действуя на озере Ильмень и реках Волхов и Тигода флотилия несла сторожевую службу, вела разведку, прикрывала отход войск и эвакуацию гражданского населения и ценностей из Новгорода, поддерживала боевые действия частей сухопутных войск, переправляла войска и грузы через реки.
20 октября 1941 года флотилия расформирована, корабли переданы в состав Ладожской военной флотилии.
24 апреля 1943 года на Северо-Западном фронте сформирован Ильменский отряд кораблей который вёл боевые действия с 15 августа 1943 по 6 апреля 1944 года, после чего был передан в состав Краснознамённого Балтийского флота